# Jima di Silla
Jima (... – 134) è stato il sesto re di Silla, sul quale regnò dal 112 alla morte, nel 134. Il suo titolo di cortesia era Isageum.

## Vita
Jima era il figlio maggiore del re precedente, Pasa, e della dama Saseong. Sposò la dama Aerye, della famiglia Kim.

## Regno
Silla restò in pace con il regno di Baekje, proseguendo con l'armistizio stabilito dal predecessore di Jima, Pasa. Quando i Malgal attaccarono dal nord nel 125, Jima chiese aiuto a Baekje e Giru mandò un'armata per respingere gli invasori.
Il regno di Jima fu in pace anche con la vicina confederazione di Gaya, dopo le invasioni fallite nel 115 e nel 116.
Nel 123 Jima stabilì un rapporto con il regno giapponese di Wa, e morì nel 134 senza un erede maschio al trono. Gli succedette Ilseong, parente del terzo re di Silla, Yuri.

## Famiglia
- Padre: Pasa di Silla
- Madre: dama Saseong
- Consorti e rispettiva prole:

1. Aerye, la dama Kim. Figlia del galmunwang Maje.
  1. Naerye, regina di Adalla di Silla
  2. Principe Ibi